# Lilla spöket Laban
Lilla spöket Laban är huvudpersonen i Inger och Lasse Sandbergs barnböcker. Laban är ett snällt lakanspöke som bor i källaren på slottet Gomorronsol tillsammans med sin mamma, pappa och lillasystern Labolina. Han är kompis med lillprins Bus och i slottet bor även Kungen, Drottningen och prinsessan Busan. Labans pappa försöker skrämmas på nätterna men lyckas oftast inte.
Lilla spöket Laban uppfanns 1958 som tröst för att Inger och Lasses son Niklas inte skulle vara rädd för spöken. Den första boken om Lilla spöket Laban kom ut redan 1965, och författarna tilldelades Elsa Beskow-plaketten 1966.

## Böcker med lilla spöket Laban
- 1965 - Lilla spöket Laban Gebers
- 1977 - ”Gissa vem jag är idag?” sa Labolina Rabén & Sjögren
- 1977 - ”Kommer snart”, sa Laban och Labolina Rabén & Sjögren
- 1977 - Labolinas lina Rabén & Sjögren
- 1977 - Labolinas snubbeldag Rabén & Sjögren
- 1977 - Lilla spöket Laban får en lillasyster Rabén & Sjögren
- 1977 - ”Pappa är sjuk”, sa lilla spöket Laban Rabén & Sjögren
- 1978 - Var är Labolinas Millimina? Rabén & Sjögren
- 1980 - Glad spökjul Rabén & Sjögren
- 1991 - Laban och Labolinas jul Rabén & Sjögren
- 1992 - Sov gott, sa Lilla Spöket Laban Rabén & Sjögren
- 1993 - Spökpappan i simskolan Rabén & Sjögren
- 2004 - "Vem är det som låter?" sa spöket Laban Rabén & Sjögren
- 2005 - "Är det jul nu igen", sa spöket Laban. Rabén & Sjögren

## Filmografi
Berättelserna om "Lilla spöket Laban" har också överförts till fyra animerade, 45-minuter långa filmer, producerade av Pennfilm Studio. Var och en av de fyra filmerna omfattar sex kortare berättelser, och materialet har också visats som en 24 avsnitt lång tv-serie – även denna med titeln "Lilla spöket Laban". 
- 2006 –  Lilla spöket Laban
- 2007 – Lilla spöket Laban - Spökdags
- 2008 – Lilla spöket Laban - Världens snällaste spöke
- 2009 – Lilla spöket Laban - Bullar och Bång

Material från denna produktion återanvändes även för Pennfilms första långfilm med "Lilla Anna och Långa farbrorn": "Var inte rädd Långa Farbrorn", från 2011.

### Fotnoter
1. ↑  Lotta Olsson (22 augusti 2015). ”Pigg hundrafemtioåring”. Dagens nyheter. https://www.dn.se/arkiv/kultur/pigg-hundrafemtioaring/. Läst 22 oktober 2017.
2. ↑  Arne Lapidus (30 april 2015). ”Populära sagospöket Laban firar 50-årsdag” (på svenska). Expressen. https://www.expressen.se/nyheter/populara-sagospoket-laban-firar-50-arsdag/. Läst 22 oktober 2017.